# Sailly-sur-la-Lys

Sailly-sur-la-Lys este o comună în departamentul Pas-de-Calais, Franța. În 1 ianuarie 2022 avea o populație de 3.932 de locuitori.